# تفویض خدایان
تفویض خدایان (انگلیسی: The Investiture of the Gods) همچنین با نام‌های چینی فنگ‌شن یان‌یی (چینی سنتی: 封神演義; ماندارین پین‌یین: Fēngshén Yǎnyì; Wade–Giles: Fêng1-shên2 Yan3-yi4; جیوت‌پینگ: Fung1 San4 Jin2 Ji6) و فنگ‌شن بانگ (封神榜), یک رمان چینی قرن شانزدهم است که در دوره دودمان مینگ (۱۳۶۸–۱۶۴۴) نوشته شده‌است.
این کتاب شامل ۱۰۰ فصل است و نخستین بار در فرمت کتاب بین سالهای ۱۵۶۷ و ۱۶۱۹ منتشر شد. منبع دیگری ادعا می‌کند که در سال ۱۶۰۵ منتشر شده‌است. این کتاب ترکیبی از عناصر تاریخی، فولکلور، اسطوره‌شناسی، افسانه‌ها و فانتزی است.
داستان در دوران افول دودمان شانگ (۱۶۰۰–۱۰۴۶ قبل از میلاد) و ظهور دودمان ژو (۱۰۴۶–۲۵۶ قبل از میلاد) می‌گذرد.